# Arne (Beòcia)
Arne (en grec antic Ἄρνη) era una antiga ciutat de Beòcia que menciona Homer, al "Catàleg de les naus" de la Ilíada.
La van fundar els beocis quan els tessalis els van expulsar de la ciutat d'Arne a Tessàlia. Pausànias identifica aquesta ciutat amb Queronea, però altres autors diuen que estava situada al lloc on després hi va haver Acrefias. Una tercera versió diu que la ciutat va ser engolida per les aigües del llac Copais, segons comenta Estrabó.